# Thandaunggyi
Thandaunggyi (pwo de l'Est : ဍုံသင်တင်ဍောဟ်  ; birman : သံတောင်ကြီးမြို့ :  ; karène sgaw : သါတီကၠံၤတ၀ီ ) est une ville de l'État de Kayin, autrefois appelé État Karen. Elle est le chef-lieu du township de Thandaunggyi dans le district de Pa-An.